# Тома, Сауро
Сау́ро Тома́ (итал. Sauro Tomà; 4 декабря 1925, Специя, Лигурия — 10 апреля 2018, Турин) — итальянский футболист, игравший на позиции флангового защитника. Двукратный чемпион Италии.

## Игровая карьера
Родившийся в Специи, Тома в 1945 году дебютировал во взрослом футболе за «Вогерезе 1919», в котором отыграл один сезон. В 1946 году он стал игроком клуба «Специя», где показывал хорошую игру, чем привлёк внимание топ-клубов, среди которых были «Ювентус» и «Торино», в который он затем перешёл.
В составе «Торино» Тома стал двукратным чемпионом Италии. Он был единственным игроком этого клуба, который не полетел с командой на товарищеский матч с лиссабонской «Бенфикой», оставшись дома из-за травмы мениска. Тома пережил катастрофу 4 мая 1949 года, в которой погибли все пассажиры, включая 18 футболистов «Торино». По итогам того сезона «Торино» был досрочно признан чемпионом Италии и в оставшихся четырёх матчах играл молодёжный состав. В знак уважения к «Торино» их соперники тоже выставляли молодёжную команду — все матчи завершились победой «гранатовых» и их чемпионством.
Тома продолжал играл за возрождённый «Торино» ещё два сезона и в 1951 году перешёл в «Брешию». Отыграв в этом клубе один сезон, он перешёл в «Бари», который стал последним клубом в его карьере.

## Смерть
Скончался 10 апреля 2018 года в Турине в возрасте 92 лет.

## Достижения
«Торино»
- Чемпион Италии (2): 1947/48, 1948/49